# The Word as Law
The Word as Law è il secondo album in studio del gruppo musicale post-metal statunitense Neurosis, pubblicato nel 1990.

## Tracce
1. Double Edged Sword – 4:05
2. The Choice – 4:07
3. Obsequious Obsolescence – 5:12
4. To What End? – 6:23
5. Tomorrow's Reality – 5:47
6. Common Inconsistencies – 4:24
7. Insensitivity – 0:47
8. Blisters – 7:18

Bonus tracks
1. Life on Your Knees – 2:54
2. Pain of Mind – 3:10
3. Grey – 3:01
4. United Sheep – 3:15
5. Pollution – 4:09
6. Day of the Lords (Joy Division cover) - 5:17
7. Untitled – 10:41

## Formazione
- Steve Von Till - voce, chitarra
- Scott Kelly - voce, chitarra
- Dave Edwardson - basso, voce
- Simon McIlroy - tastiere, sampler
- Jason Roeder - batteria